# Piario
Piario [piˈaːɾjo] (Piér [piˈeɾ] in dialetto bergamasco) è un comune italiano di 1 001 abitanti della provincia di Bergamo in Lombardia. Situato nella val Seriana superiore, si trova a circa 35 chilometri a nord-est del capoluogo orobico ed è compreso nella Comunità montana della Valle Seriana.

## Geografia fisica

### Territorio

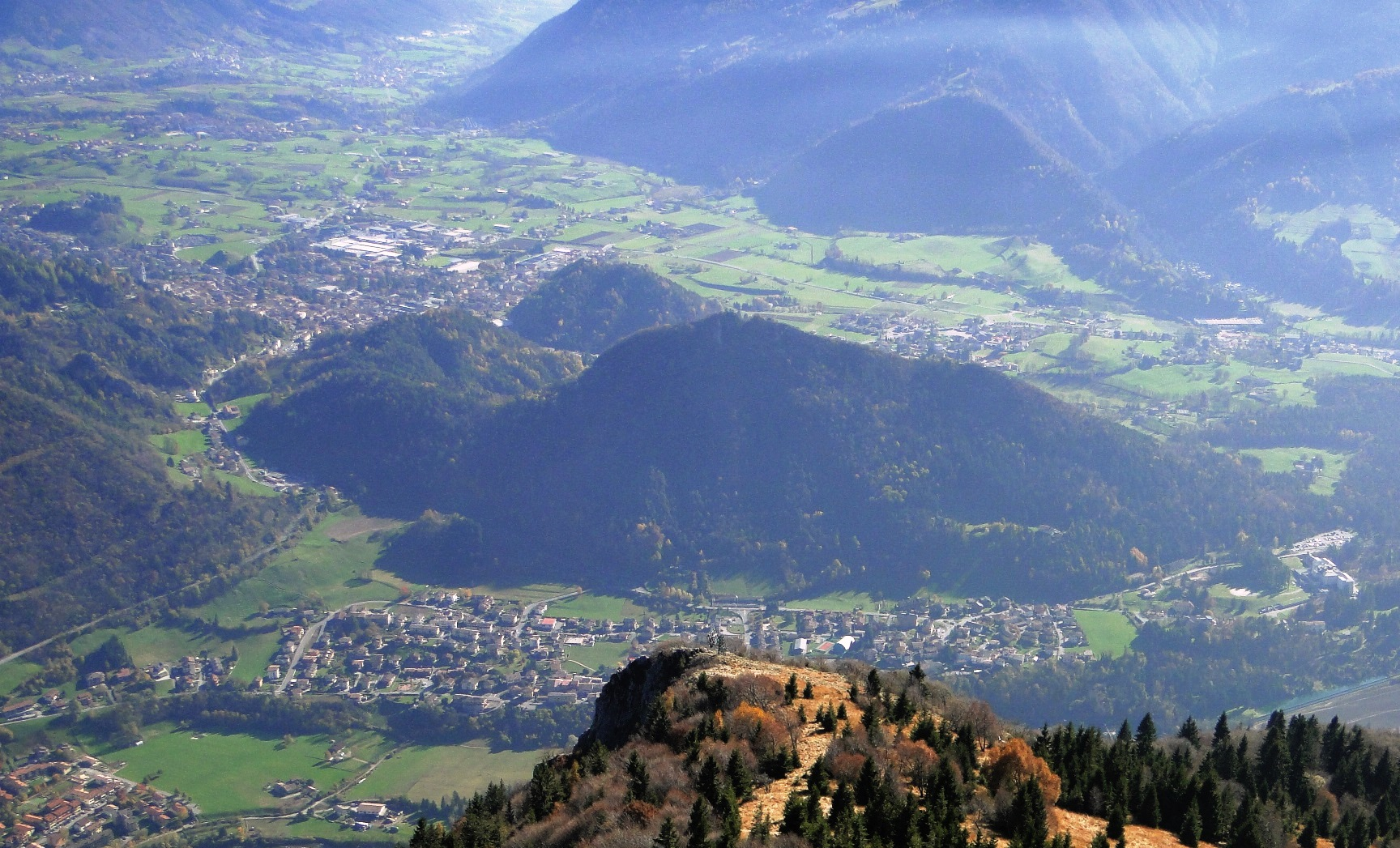
In primo piano Piario, con il monte Né che lo divide dall'altopiano di Clusone

Il comune, adagiato su un piccolo pianoro posto sulla sinistra del fiume Serio, con i suoi 1,5451 chilometri quadrati di estensione, risulta essere il quindicesimo meno esteso d'Italia.
Compreso tra i circa 490 m s.l.m. della porzione meridionale e gli 844 metri del monte Né è delimitato a ovest dal corso del Serio, che lo suddivide amministrativamente da Villa d'Ogna (tratto a monte) e Parre nella zona di Martorasco (tratto più a valle). Sull'opposto versante della valle i limiti della municipalità ripartono dalla zona in cui inizia la pineta fino a risalire le pendici dei monti Cucco (771 m s.l.m.) e Sapèl Né (844 m), piccole propaggini che delimitano il paese da Clusone e dal suo esteso altipiano.
I confini quindi raggiungono Villa d'Ogna, in quella che è la porzione più settentrionale del comune, nei pressi della Madonna della Senda e proseguono seguendo la Senda stessa, la storica via di collegamento che collega longitudinalmente i paesi del lato sinistro della valle Seriana da Ardesio a Clusone.

## Origini del nome
La teoria maggiormente accreditata farebbe derivare il toponimo dal vocabolo della lingua preceltica, parlata dagli Orobi, plarios che significava "fondo di valle". Altre ipotesi invece indirizzerebbero l'origine dal lemma latino apiarium, significante "luogo delle arnie", oppure da apium, indicante il "levistico", una pianta erbacea.

## Storia

### Dalla preistoria al Medioevo

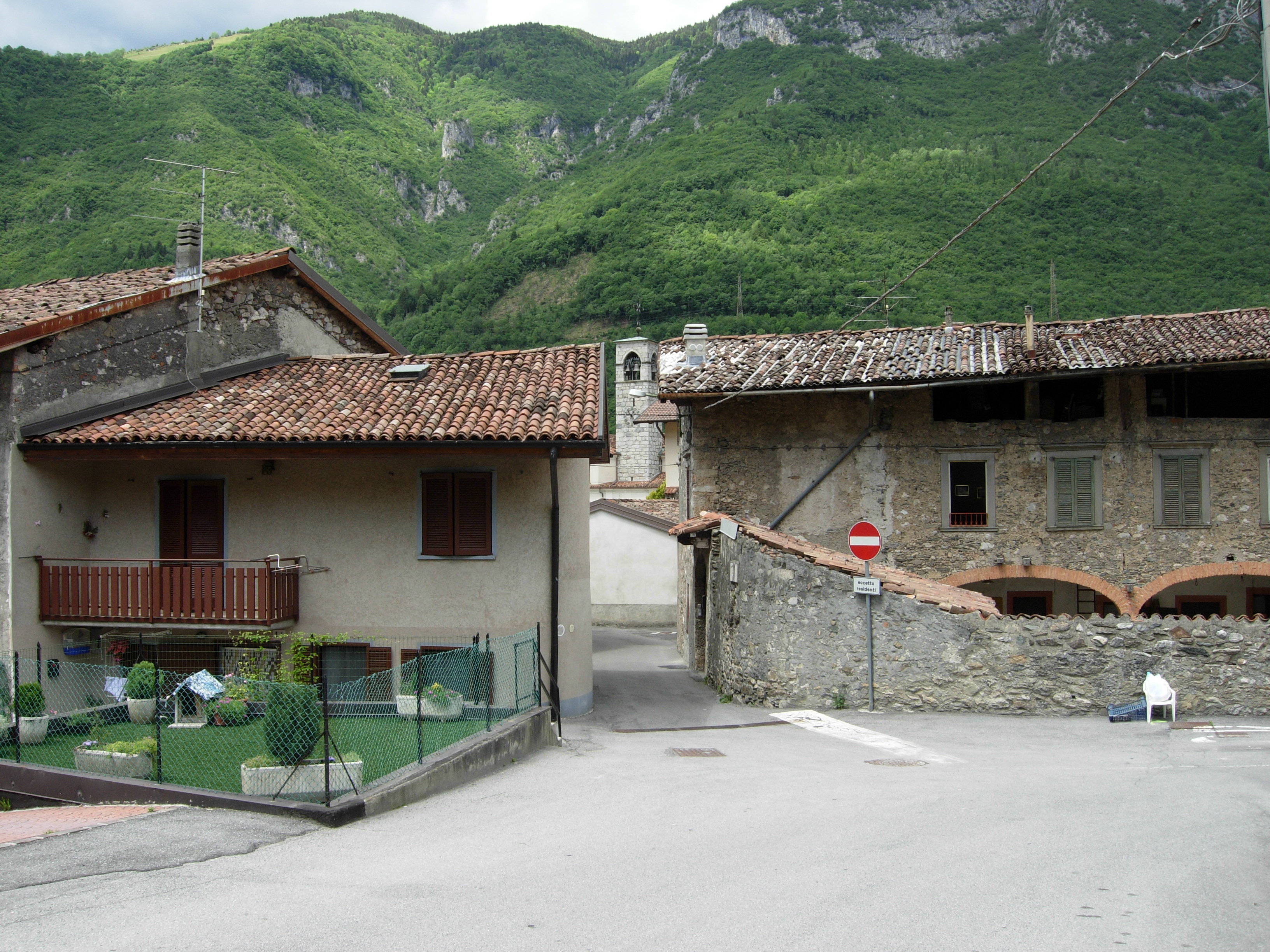
Contrada Cà Doriano, uno dei primi nuclei abitativi del paese

Nonostante non siano stati rinvenuti segni che attestino la presenza dell'uomo nell'età antica, si presume che i primi insediamenti sarebbero riconducibili al VI secolo a.C. quando nella zona della val Seriana, si stabilirono popolazioni di origine ligure dedite alla pastorizia, tra cui gli Orobi. A essi si aggiunsero e integrarono, a partire dal V secolo a.C. le popolazioni di ceppo celtico, tra cui i Galli cenomani: si trattava tuttavia di presenze sporadiche, che non formarono mai un nucleo abitativo definito.
La prima vera e propria opera di urbanizzazione fu invece opera dei Romani, che conquistarono la zona e la sottoposero a centuriazione, ovvero a una suddivisione dei terreni a più proprietari, a partire dal I secolo d.C. Fu in quel periodo che nelle montagne limitrofe cominciarono a essere sfruttate numerose miniere, per lo più di ferro, che portarono un notevole incremento demografico. Tra i nuovi abitanti vi erano anche alcuni schiavi (i cosiddetti damnati ad metalla), impiegati nei lavori più pesanti nell'ambito dell'estrazione del materiale. Il centro abitato, costituito prevalentemente da capanne, aveva tuttavia dimensioni estremamente ridotte, con gran parte degli abitanti che trovava sostentamento dall'agricoltura, svolta nella piana del fondovalle, e dalla pastorizia.
Al termine della dominazione romana vi fu un periodo di decadenza e abbandono del centro abitato, con la popolazione che sovente era costretta a lasciare la zona di fondovalle e cercare riparo sulle alture circostanti al fine di difendersi dalle scorrerie perpetrate dalle orde barbariche. La situazione ritornò a stabilizzarsi con l'arrivo dei Longobardi, popolazione che a partire dal VI secolo si radicò notevolmente sul territorio, influenzando a lungo gli usi degli abitanti: si consideri infatti che il diritto longobardo rimase "de facto" attivo nelle consuetudini della popolazione fino alla sua abolizione, avvenuta soltanto nel 1491.
Con il successivo arrivo dei Franchi, avvenuto verso la fine dell'VIII secolo, il territorio venne sottoposto al sistema feudale, con il paese che nel 774 venne assegnato, al pari di gran parte della valle, ai monaci di Tours per poi essere infeudato al Vescovo di Bergamo a partire dal 1026. Dopo l'anno mille, cominciarono a svilupparsi un nucleo ben definito in quelli che adesso è il centro storico del paese. Per trovare un documento che attesti l'esistenza del paese bisogna aspettare fino all'anno 1405, in cui vengono registrate alcune transazioni per conto della Misericordia di Clusone. Nel 1414 una sentenza di morte ai danni di Antonio di Capitani di Scalve rende giustizia del tentato omicidio con furto di un certo Giovanni di Andreolo di Piario.
Nel Basso Medioevo si verificarono importanti innovazioni tecnologiche, che diedero positivi risvolti anche in ambito economico. Sfruttando la vicinanza di miniere, lungo il corso del fiume Serio vennero introdotte alcune fucine che permisero la lavorazione di metalli, dai quali si ottenevano utensili, attrezzi da lavoro, stoviglie e armi, come testimoniato da documenti del XV secolo.

### La Serenissima

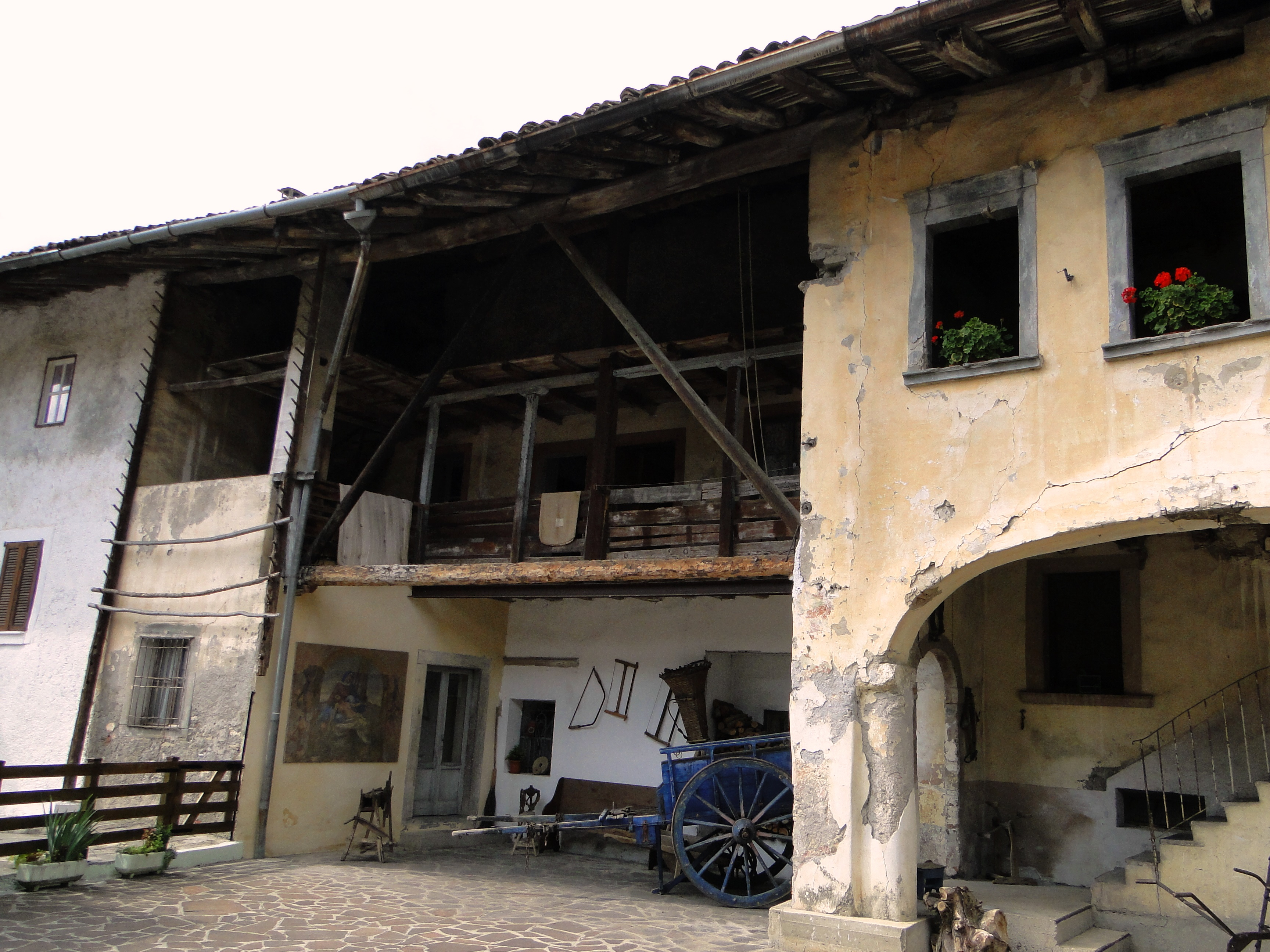
La casa Museo dei Rundenì, esempio di abitazione rurale

Anche l'agricoltura e la pastorizia fecero enormi passi, permettendo la produzione e la lavorazione di un tipo di tessuto utilizzato dagli eserciti, in quanto caldo e molto robusto, denominato panno grosso bergamasco. La positiva condizione commerciale e produttiva ricevette un ulteriore impulso quando, nella prima metà del XV secolo, si verificò il passaggio dell'intera zona alla Repubblica di Venezia, avvenuto nel 1427 dopo un'espressa richiesta di Bergamo e delle sue valli, e ratificato dalla pace di Ferrara del 1428. La Serenissima garantì una diminuzione della pressione fiscale e offrì maggiore autonomia, dando inizio a un periodo contrassegnato da tranquillità sociale in cui l'intera zona continuò a prosperare.
All'inizio del XVI secolo la comunità riuscì a ergersi a parrocchia, come testimoniato dalla cronotassi dei parroci, mentre per l'indipendenza a livello amministrativo si dovette aspettare fino al 1636, quando Oltrascenda si separò da Clusone: la Senda era difatti la strada che separava il capoluogo Baradello dagli altri borghi. La nuova entità inizialmente comprendeva anche Valzurio, Nasolino, Villa e Ogna, borghi da cui Piario si separò nel 1648, con la denominazione di Pierro.
In questi secoli il paese continuò a prosperare grazie alla lavorazione del ferro che garantiva produzione di armi bianche e attrezzi da lavoro, ma anche il relativo commercio dei materiali prodotti, unito a quello delle pietre coti, utili ad affilare gli stessi utensili da taglio. Ma i commercianti del borgo di Piario cominciarono a farsi conoscere anche al di fuori dei confini della Serenissima, grazie al commercio del panno grosso, per il quale ottennero nel 1714 dall'imperatore Carlo VI la concessione a
Il comune dovette anche fronteggiare alcuni problemi legati alla gestione di beni e terreni, come testimoniato dalla diatriba sorta nel 1774 con il nobile Giuseppe Ginammi di Gromo per lo sfruttamento di una canale che alimentava una fucina, risolta a favore di quest'ultimo dal Senato della Serenissima.
Ma l'indipendenza amministrativa durò poco, dal momento che già nel 1756 andò a ricostituire, unitamente ai borghi di Villa e Ogna, l'entità comunale denominata Oltressenda Bassa. La neonata istituzione nel 1776 si ampliò ulteriormente, annettendo anche Oltressenda Alta (ovvero le contrade di Nasolino e Valzurio).

### Dalla dominazione francese ai giorni nostri

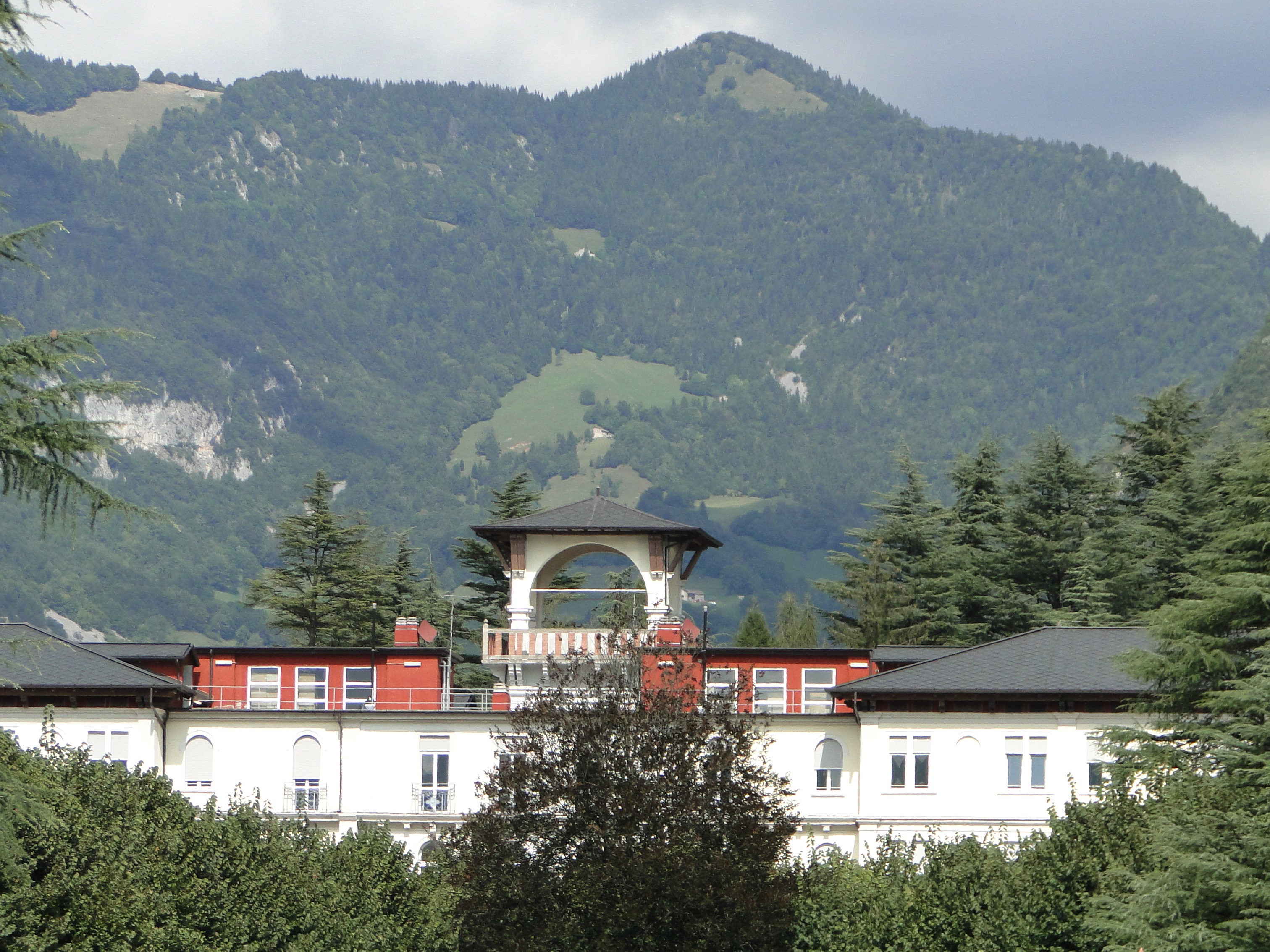
L'ospedale di Piario

Tuttavia la convivenza amministrativa delle varie contrade era mal sopportata dalle stesse, tanto che nel 1797 ognuna di esse riacquistò la propria autonomia. Ma il potere della Repubblica di Venezia era ormai agli sgoccioli, tanto che nello stesso anno, in seguito al trattato di Campoformio, venne sostituita dalla napoleonica Repubblica Cispadana. Il cambio di dominazione comportò un'immediata revisione dei confini, che portò alla riunificazione con Villa d'Ogna, anche se già nel 1805 Piario riacquisì la propria indipendenza.
Nel 1809 la dominazione francese, nell'ambito di un'imponente opera di accorpamento dei piccoli centri ai più grandi, impose l'accorpamento di Piario, unitamente a Rovetta, Villa, Ogna e Oltressenda Bassa, al vicino comune di Clusone. La macro-unione tra i borghi durò poco, dal momento che nel 1816, in occasione del nuovo cambio di governo che vide subentrare l'austriaco Regno Lombardo-Veneto alle istituzioni francesi, questi vennero nuovamente scissi, con Piario che riconquistò la sua autonomia amministrativa.
Tra la fine del XIX secolo e l'inizio del XX Piario fu interessato da un'importante crescita demografica, complice l'insediamento della manifattura Festi e Rasini nel comune confinante di Villa d'Ogna. Questa situazione permise di raddoppiare il numero degli abitanti, che passarono dai 271 del 1881 ai 581 del 1921.
Nel 1906 la parte meridionale del comune, in località Groppino, fu interessata da un importante sviluppo turistico, dovuto alla presenza di una fonte ricca di bicarbonato, attorno alla quale nacquero alberghi e pensioni termali. Il notevole afflusso di persone portò le autorità a prendere la decisione di aprire, a partire dal 1929, un centro per la cura delle malattie polmonari. La struttura, rimasta in attività fino al termine del secolo, attualmente ospita l'ospedale.
Nel frattempo, nel 1927 il regime fascista, nell'ambito di una riorganizzazione amministrativa volta a favorire i grossi centri a scapito dei più piccoli, unì nuovamente Piario con Oltressenda Bassa (composta da Ogna e Villa) e Oltressenda Alta, nell'entità comunale rinominata "Villa d'Ogna". Le differenti realtà, che mal sopportavano questa unione, al termine della seconda guerra mondiale inoltrarono formale richiesta di separazione. L'istanza venne accolta nel 1958 quando Piario, unitamente a Oltressenda Alta, si staccò da Villa d'Ogna.
A partire dagli ultimi decenni del XX secolo, grazie a nuovi insediamenti abitativi, Piario riuscì ad aumentare notevolmente il numero dei propri residenti, in controtendenza rispetto a gran parte dei paesi dell'alta valle, arrivando a superare "quota 1 000".

### Simboli
I simboli del Comune sono lo stemma e il gonfalone concessi con D.P.R. n. 330 del 7 maggio 1986.
Stemma
(DPR n. 330 del 7 maggio 1986)
Lo stemma illustra la storia di Piario. L'alabarda ricorda le fabbriche installate nel XV secolo nella zona, dove venivano prodotte le armi per la Repubblica di Venezia. La sbarra d'argento rappresenta la strada provinciale che attraversa il comune. Il pino silvestre simboleggia i fitti boschi che costituiscono ancor oggi buona parte del territorio e in passato sono stati fonte di ricchezza per l'economia locale. La figura dell'ape riprende l'ipotesi, non confermata da fonti certe, che il nome Piario derivi dal latino apiarium, "luogo delle arnie", ed è comunque simbolo riconosciuto della laboriosità della popolazione.
Gonfalone
(DPR n. 330 del 7 maggio 1986)

## Monumenti e luoghi d'interesse

### Architetture religiose

#### Chiesa di Sant'Antonio

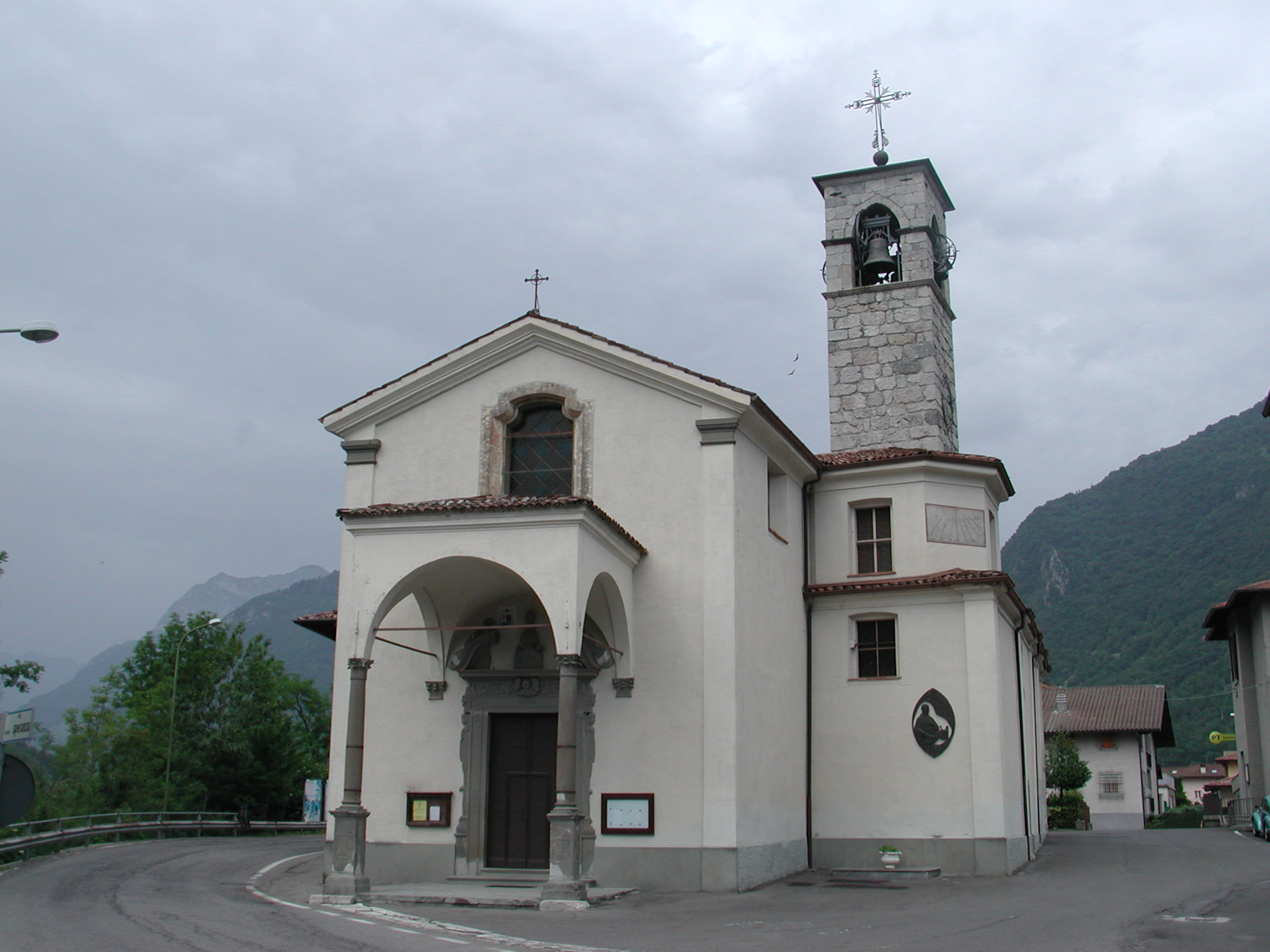
La chiesa parrocchiale di Sant'Antonio

L'edificio di principale interesse è la chiesa parrocchiale, dedicata a sant'Antonio abate. Edificata nel XV secolo in luogo di un precedente edificio di culto dalle dimensioni più ridotte, fu soggetta a una quasi totale ricostruzione avvenuta nel 1671. All'interno si possono trovare opere di grande pregio, tra cui una tela di Domenico Carpinoni, una tempera su tela raffigurante la Natività attribuita a Giacomo Borlone de Buschis, l'altare maggiore in legno intagliato e dorato di Giovanni Piccini da Nona (1690–1710) e un altare in legno nella Cappella della Vergine del Rosario, opera di Grazioso Fantoni il Giovane del 1774. Di interesse anche la pala d'altare di Enrico Albrici da Vilminore (1714–1775) e gli affreschi datati fra 1466 e 1494. Il campanile, edificato in pietra squadrata nel 1499, possiede un concerto di cinque campane datate tra il 1799 e il 1809.

#### Santuario di San Rocco
Altro edificio religioso degno di nota è il santuario di San Rocco. Costruito nel XVI secolo nella grande pineta posta ai margini del paese, in una posizione elevata nella località Paranzo, è ancora luogo di pellegrinaggio e di devozione popolare. In occasione della festività dell'Assunzione della Vergine Maria, il 15 agosto, si svolgono spettacoli pirotecnici.

### Architetture civili
In ambito civile, interessante è l'edificio in via Mazzoletti, forse un tempo utilizzato come monastero e considerato la struttura più antica del paese, che si presenta con arcate e affreschi del XIII secolo solo parzialmente conservati.
Merita inoltre menzione la casa Museo dei Rundenì, nella quale sono ricostruiti gli ambienti e gli stili di vita della gente di Piario della fine del XIX secolo. Dotata di cortile con porticato, possiede quattro stanze suddivise su due piani con scale in legno, tutto rigorosamente autentico.
A sud dell'abitato si trova l'ospedale civile, stabile recuperato dei locali dell'antico sanatorio, risalente all'inizio del XX secolo, presenta un ampio parco e dei lineamenti in stile Liberty.

### Aree naturali

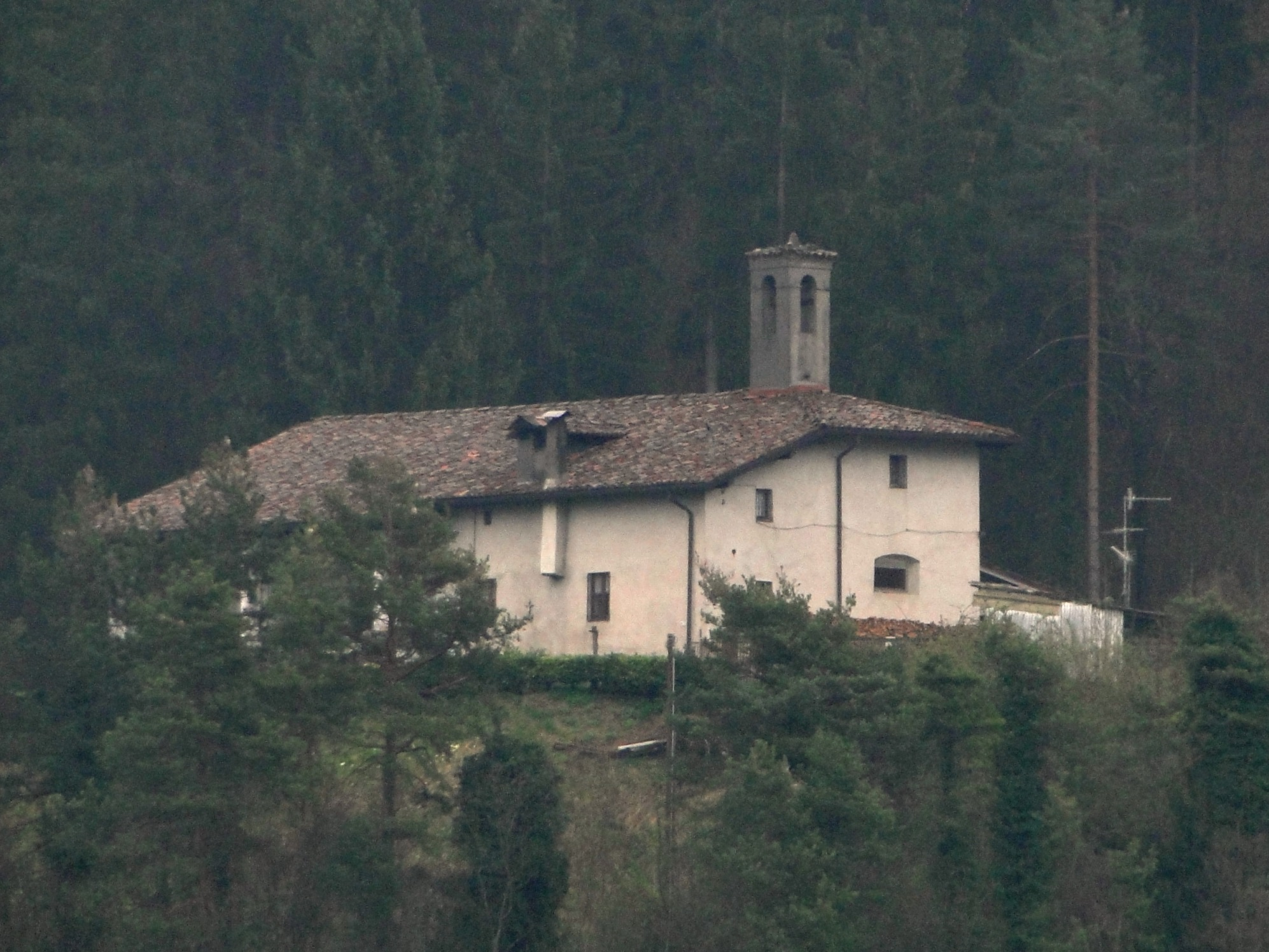
Il santuario di san Rocco

La principale attrazione naturalistica presente è senza dubbio la pineta detta della Selva. Posta nella parte meridionale del territorio comunale e divisa con il comune di Clusone, è un polmone verde nel quale un gran numero di persone cerca refrigerio nei periodi più caldi, ma in cui sono presenti anche itinerari tra cui un percorso vita e sentieri, adatti a utenti di discipline quali running e mountain bike, che permettono il collegamento con la ciclovia della Valle Seriana. Per escursionisti sono invece gli itinerari che conducono dal santuario di san Rocco, più semplice, e alla cima dei monti Cucco e Né, dalla cui sommità è possibile godere una visuale su Piario e l'altopiano di Clusone.
Infine è possibile percorrere il sentiero che si sviluppa nei pressi del corso del fiume Serio, lungo il quale si incontrano luoghi dalla rilevanza storica, quali la cascina Broseda, i ruderi della fucina delle Neppe (attiva nella produzione di utensili ferrosi) e di un mulino, il fontanino di Sant'Alberto e il laghetto di pesca sportiva con annesso ponte pedonale, detto Ballerino, che permette di raggiungere l'altra sponda della valle in località Sant'Alberto di Villa d'Ogna.

## Società

### Evoluzione demografica
Abitanti censiti

### Etnie e minoranze straniere
Gli stranieri residenti nel comune sono 52, ovvero una percentuale pari al 4,7% della popolazione.

### Tradizioni e folclore
- 16 agosto, festa patronale di san Rocco. Bancarelle e spettacoli pirotecnici

## Geografia antropica

### Contrade
Ecco l'elenco completo delle contrade:
- Bruco
- Cadoriano
- Candrietti
- Groppino

## Infrastrutture e trasporti
La principale via di collegamento è la S.P. 51, che si dirama dalla Strada statale 671 Bergamo-Clusone presso la pineta e taglia il centro abitato fino ad arrivare a Villa d'Ogna, nel punto in cui prende vita la S.P. 50 Villa d'Ogna-Clusone, conosciuta anche come "strada della Senda".

## Amministrazione
| Periodo        | Periodo        | Primo cittadino   | Partito                               | Carica  | Note |
| -------------- | -------------- | ----------------- | ------------------------------------- | ------- | ---- |
| 23 aprile 1995 | 12 giugno 1999 | Luigi Micheletti  | Lista civica                          | Sindaco |      |
| 13 giugno 1999 | 12 giugno 2004 | Luigi Micheletti  | Lista civica                          | Sindaco |      |
| 13 giugno 2004 | 7 giugno 2009  | Renato Bastioni   | Lista civica                          | Sindaco |      |
| 8 giugno 2009  | 25 maggio 2014 | Pietro Visini     | Lista civica                          | Sindaco |      |
| 26 maggio 2014 | 26 maggio 2019 | Pietro Visini     | Lista civica Dialogare per progredire | Sindaco |      |
| 27 maggio 2019 | 8 giugno 2024  | Pietro Visini     | Lista civica Dialogare per progredire | Sindaco |      |
| 9 giugno 2024  | in carica      | Francesco Zanotti | Lista civica Piario in testa          | Sindaco |      |